# Complex Kennedy

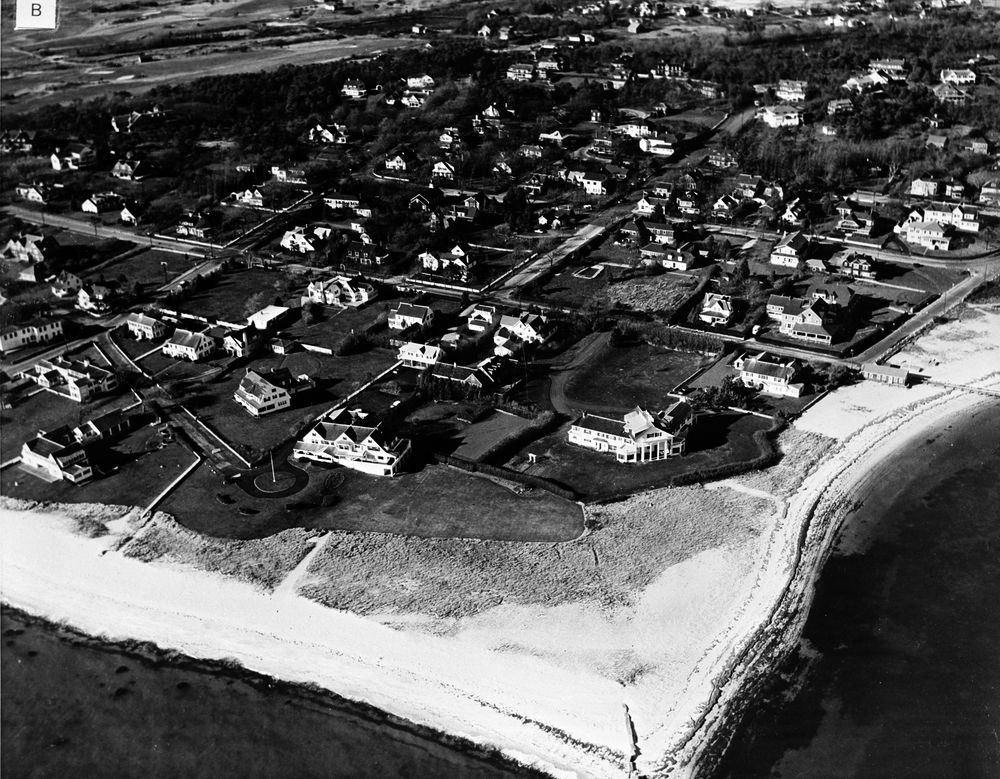
Vista aèria del Complex Kennedy, 1961

El Complex Kennedy o Districte Històric de Hyannis Port és una propietat de 24 mil m² tocant a mar, ubicada a Hyannis Port, Massachusetts.
Consisteix en tres cases, les quals pertanyen a la Família Kennedy; la principal era propietat de Joseph P. Kennedy i la seva dona Rose i les altres dues dels seus fills, el senador Robert F. Kennedy i el president John F. Kennedy. El menor dels fills, el senador Ted Kennedy, vivia a la casa que va ser dels seus pares, i aquella va ser la seva residència principal des del 1982 fins a la seva mort l'any 2009.
El complex va ser la base principal de les campanyes electorals de John F. Kennedy, tant al senat com a la presidència dels Estats Units. Posteriorment, va esdevenir la residència oficial d'estiu i de descans del president.

## Història
L'any 1926 Joseph P. va llogar un xalet d'estiu, construït el 1904, a la Marchan Avenue, Hyannis Port. Tres anys més tard el va comprar, fent-hi ampliacions i remodelacions per tal d'adaptar-lo a les necessitats familiars. Els nou fills hi van passar els seus estius i arran d'això va sorgir el seu interès per la vela esportiva i altres activitats de competició.
L'any 1956, tres anys després del seu matrimoni amb Jacqueline, John F. va comprar una casa més petita a la Irving Avenue, no gaire lluny de la dels seus pares. Uns anys més tard, Robert F. en va adquirir una al costat de les altres dues.

## Distribució
Els tres edificis, cap dels quals permet l'accés al públic, són estructures consistents en taulons de fusta blancs, típiques en les residències de vacances de Cape Cod.

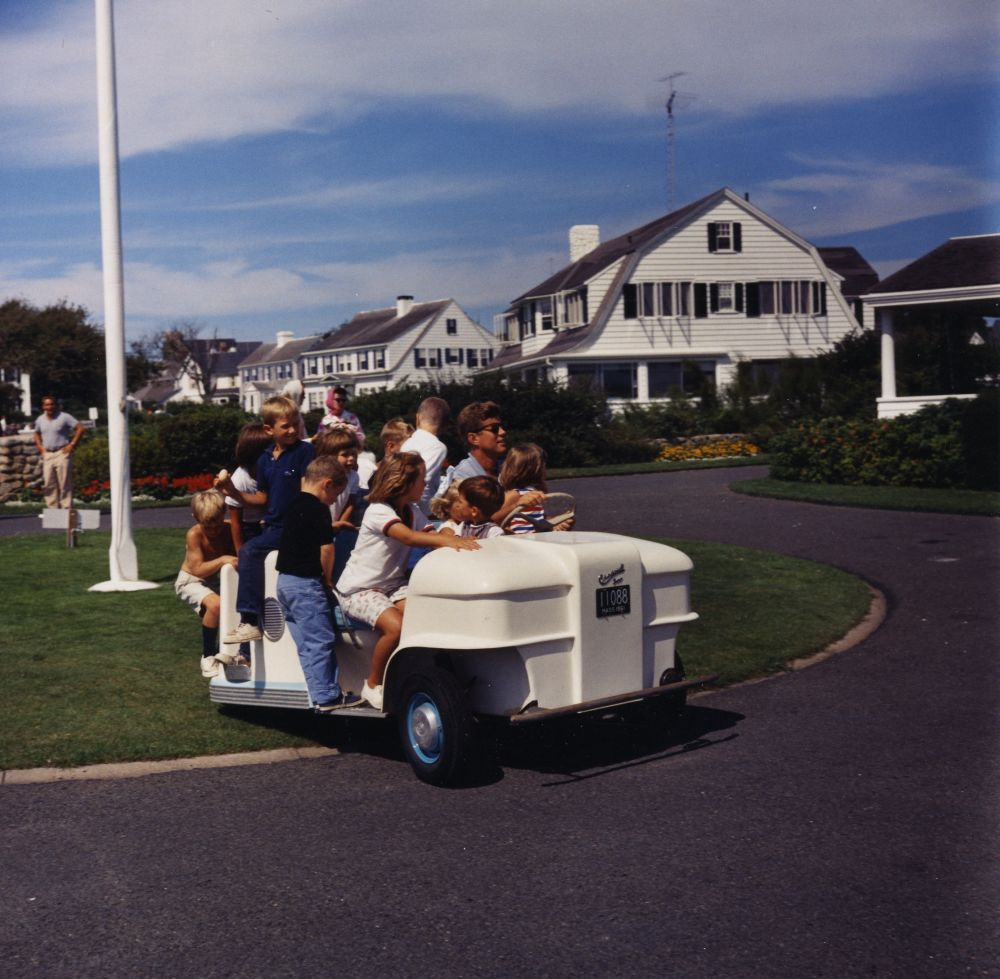
John i els nens Kennedy al complex, 1962

### Casa principal
La casa dels pares, la principal i més gran de les tres, està envoltada de gespa i jardins molt ben cuidats, a més de posseir àmplies vistes de l'oceà des de les terrasses i porxos.
Al primer pis s'hi troba la sala d'estar, el menjador, una sala de sol, la sala de la televisió, l'habitació de John abans que comprés la seva pròpia casa, la cuina, el rebost i el safareig.
Al segon pis s'hi troben sis dormitoris, una sala de costura, i tres habitacions per als criats. Té un àtic. Al soterrani s'hi troben una sala de cinema i una sauna. La casa ha canviat molt poc, tant a nivell estructural com de mobiliari, degut a la seva relació amb John F. Kennedy i a l'interès històric de la propietat.

### Terrenys
Als terrenys també s'hi troben una piscina coberta, una pista de tennis i un garatge per a quatre cotxes.